# 池田昌豊
池田 昌豊（いけだ まさとよ、文政5年（1822年） - 明治31年（1898年）7月18日）は、徳島藩の仕置家老。父は家老池田家第9代池田昭訓、子に池田永孝。幼名は政之丞、広之進。通称は登。号は静心斎。
天保13年（1842年）家督を相続し藩仕置方となる（禄高5000石）。12代藩主蜂須賀斉昌より偏諱を賜って昌豊と名乗る。続く斉裕、茂韶の2代の藩主に仕え、混乱する藩論を勤皇に統一する。
天保14年（1843年）新藩主蜂須賀斉裕の家督相続御礼言上の際に、江戸城に登城して斉裕の実兄でもある将軍徳川家慶に拝謁する。文久2年（1862年）蟄居中の調達勘定役・志摩利右衛門よりの雪冤書を取次いで翌年、国産調役に復帰させた。慶応3年（1867年）に隠居。明治2年（1869年）静心斎と号す。
明治10年（1877年）、西南戦争の際に蜂須賀隆芳と共に壮兵（旧藩士出身の志願兵）を1500人組織したことで政府から賞された。明治31年（1898年）没、享年77。